# غريغ سميث (سياسي أسترالي)
غريغ سميث (بالإنجليزية: Greg Smith)‏ هو سياسي أسترالي، ولد في 26 نوفمبر 1947 في Strathfield, New South Wales ‏ في أستراليا. نشط حزبياً في New South Wales Liberal Party ‏. وقد انتخب Attorney General of New South Wales ‏ (3 أبريل 2011 – 17 أبريل 2014) وانتخب وزير العدل ‏ (3 أبريل 2011 – 17 أبريل 2014) وانتخب عضو الجمعية التشريعية لنيو ساوث ويلز عن دائرة Electoral district of Epping ‏ (24 مارس 2007 – 6 مارس 2015).